# حسين عرابي
حسين عرابي (بالإنجليزية: Hussain Orabi) ممثل مصرى بدأ نشاطه الفنى في نهاية الستينيات  وأدى أدوارا ثانوية غالبا الطبيب أو المدير أو المسئول الكبير، أمتدت سنوات نشاطه الفني على مدار 23 عام منذ 1968 مع فيلم «عدوية» للمخرج كمال صلاح الدين حتى عام 1991 مع فيلم «صائد الجبابرة» للمخرج ناصر حسين.   

## أهم أفلامه
فيلم «مجرم تحت الاختبار» للمخرج عبد المنعم شكري عام 1969
فيلم «الرعب» للمخرج محمود فريد عام 1969  
فيلم «نساء الليل» للمخرج حلمي رفلة عام 1973  
فيلم «ضربة شمس» للمخرج محمد خان عام 1980
فيلم «غريب في بيتى» للمخرج سمير سيف عام 1982   

## وصلات خارجية
- حسين عرابي على موقع IMDb (الإنجليزية)
- حسين عرابي على موقع الدهليز
- حسين عرابي على موقع قاعدة بيانات الأفلام العربية
- حسين عرابي على الدهليز
- حسين عرابي على كاروهات